# Samaipaticereus
Samaipaticereus é um gênero botânico da família cactaceae.

## Espécie
Samaipaticereus corroanus